# Липтовска Порубка
Липтовска Порубка (слч. Liptovská Porúbka) насељено је мјесто са административним статусом сеоске општине (слч. obec) у округ Липтовски Микулаш, у Жилинском крају, Словачка Република.

## Становништво
| Година:    | 1994. | 2004.    | 2014.   | 2024.   |
| ---------- | ----- | -------- | ------- | ------- |
| Број људи: | 997   | 1169     | 1172    | 1233    |
| Разлика:   |       | +17,25 % | +0,25 % | +5,20 % |

| Година:    | 2023. | 2024.   |
| ---------- | ----- | ------- |
| Број људи: | 1232  | 1233    |
| Разлика:   |       | +0,08 % |

Према подацима о броју становника из 2024. године насеље је имало 1233 становника.